# Velutina coriacea
Velutina coriacea is een slakkensoort uit de familie van de Velutinidae. De wetenschappelijke naam van de soort werd in 1788 voor het eerst geldig gepubliceerd door Peter Simon Pallas.